# Esta Balada Que Te Dou
Esta balada que te dou é uma canção portuguesa. Foi a canção vencedora da XX edição do Festival RTP da Canção, e em 1983 representou Portugal no Festival Eurovisão da Canção.

## História
Esta balada que te dou foi a canção portuguesa no Festival Eurovisão da Canção 1983, realizado em Munique, na Alemanha. Foi interpretada em português por Armando Gama. Este foi também o autor da letra e da música que foi orquestrada por Mike Seargent.
O single vendeu 80 mil discos em Portugal e foi editado em 17 países europeus.
A canção foi a 17.º  a ser interpretada no festival, a seguir à canção israelita "Khay", interpretada por Ofra Hazae antes da canção austríaca "Hurricane interpretada pela banda Westend. Depois de terminar a votação, a canção portuguesa recebeu 33 pontos e um 13.º lugar.
Em 2011, João Portugal fez uma versão para a novela portuguesa Anjo Meu da emissora TVI embora em 2021 tenha lançado para as plataformas digitais.